# Терри, Анри
Анри Терри (фр. Henry Terry; 27 мая 1868, Бермондси — 27 июля 1952, Париж) — французский крикетист, серебряный призёр летних Олимпийских игр 1900.
На Играх участвовал в единственном крикетном матче Франции против Великобритании, который его команда проиграла, и Терри получил серебряную медаль. За игру он получил 3 очка.